# Saint-Jean-Roure

Saint-Jean-Roure este o comună în departamentul Ardèche din sud-estul Franței. În 1 ianuarie 2022 avea o populație de 264 de locuitori.